# Championnat d'Autriche de football 1971-1972
Navigation
Saison précédente Saison suivante
La saison 1971-1972 du Championnat d'Autriche de football était la 61e édition du championnat de première division en Autriche. La Nationalliga regroupe les 15 meilleurs clubs du pays au sein d'une poule unique où ils s'affrontent deux fois au cours de la saison, à domicile et à l'extérieur. À la fin de la saison, pour pouvoir faire repasser le championnat à 16 équipes, les 2 derniers du classement sont relégués et remplacés par les 3 meilleurs clubs de Regionalliga.
C'est le club du FC Wacker Innsbruck, tenant du titre, qui remporte le championnat en terminant en tête du classement final, avec un seul point d'avance sur le FK Austria Vienne et 3 sur le duo SV Austria Salzbourg-SK VÖEST Linz. C'est le 2e titre de champion d'Autriche de l'histoire du club.
À la fin de la saison dernière, les clubs du Wacker Innsbruck et du SV Wattens se sont regroupés au sein du Wacker, ce qui réduit le nombre de participants à 15.

## Les 15 clubs participants
| - Wiener Sport-Club - SK Rapid Vienne - Donawitzer SV Alpine - Promu de Regionalliga - SK Bischshofen - Promu de Regionalliga - SC Eisenstadt - Promu de Regionalliga - FC Wacker Innsbruck - 1. Simmeringer SC - Linzer ASK | - SK VÖEST Linz - SK Admira Vienne Energie - FK Austria Vienne - Grazer AK - SK Sturm Graz - SV Austria Salzbourg - First Vienna FC |

## Compétition

### Classement
Le barème utilisé pour établir le classement est le suivant :
- Victoire : 2 points
- Match nul : 1 point
- Défaite : 0 point

| Rang | Équipe                   | Pts | J  | G  | N  | P  | Bp | Bc | Diff |
| ---- | ------------------------ | --- | -- | -- | -- | -- | -- | -- | ---- |
| 1    | FC Wacker Innsbruck T    | 39  | 28 | 15 | 9  | 4  | 49 | 20 | +29  |
| 2    | FK Austria Vienne        | 38  | 28 | 17 | 4  | 7  | 49 | 34 | +15  |
| 3    | SK VÖEST Linz            | 35  | 28 | 15 | 5  | 8  | 52 | 26 | +26  |
| 4    | SV Austria Salzbourg     | 35  | 28 | 12 | 11 | 5  | 47 | 29 | +18  |
| 5    | SK Rapid Vienne C        | 33  | 28 | 12 | 9  | 7  | 39 | 23 | +16  |
| 6    | Donawitzer SV Alpine P   | 30  | 28 | 10 | 10 | 8  | 31 | 28 | +3   |
| 7    | SK Sturm Graz            | 30  | 28 | 13 | 4  | 11 | 37 | 39 | -2   |
| 8    | Grazer AK                | 28  | 28 | 9  | 10 | 9  | 32 | 42 | -10  |
| 9    | First Vienna FC          | 25  | 28 | 9  | 7  | 12 | 30 | 31 | -1   |
| 10   | Wiener Sport-Club        | 25  | 28 | 10 | 5  | 13 | 27 | 43 | -16  |
| 11   | SC Eisenstadt P          | 24  | 28 | 9  | 6  | 13 | 29 | 30 | -1   |
| 12   | Linzer ASK               | 24  | 28 | 8  | 8  | 12 | 37 | 39 | -2   |
| 13   | SK Admira Vienne Energie | 24  | 28 | 6  | 12 | 10 | 31 | 39 | -8   |
| 14   | 1. Simmeringer SC        | 22  | 28 | 8  | 6  | 14 | 23 | 48 | -25  |
| 15   | SK Bischofshofen P       | 8   | 28 | 1  | 6  | 21 | 22 | 64 | -42  |

|  | Qualification pour la Coupe des clubs champions 1972-1973                    |
|  | Qualification pour la Coupe des Coupes 1972-1973                             |
|  | Qualification pour la Coupe UEFA 1972-1973                                   |
|  | Relégation directe en Regionalliga                                           |
|  | T Tenant du titre C Vainqueur de la Coupe d'Autriche P Promu de Regionalliga |

## Bilan de la saison
| Championnat d'Autriche de football 1971-1972 |                                |
| Champion                                     | FC Wacker Innsbruck (2e titre) |
| Coupes et trophées                           |                                |
| Vainqueur de la Coupe d'Autriche 1971-1972   | SK Rapid Vienne                |
| Qualifications continentales                 |                                |
| Coupe d'Europe des clubs champions 1972-1973 | FC Wacker Innsbruck            |
| Coupe des Coupes 1972-1973                   | SK Rapid Vienne                |
| Coupe UEFA 1972-1973                         | FK Austria Vienne              |
| Coupe UEFA 1972-1973                         | SK VÖEST Linz                  |
| Promotions et relégations                    |                                |
| Promus en Nationalliga                       | SK Austria Klagenfurt          |
| Promus en Nationalliga                       | Schwarz-Weiss Bregenz          |
| Promus en Nationalliga                       | 1. Wiener Neustädter SC        |
| Relégués en Regionalliga                     | 1. Simmeringer SC              |
| Relégués en Regionalliga                     | SK Bischshofen                 |